# 핀 (핀과 제이크의 어드벤처 타임)
핀 더 휴먼(Finn the Human), 줄여서 핀(Finn)은 카툰 네트워크의 애니메이션 시리즈 《핀과 제이크의 어드벤처 타임》의 주인공이다. 본명은 핀 머튼스(Finn Mertens)로 제러미 셰이다가 성우를 맡았다. 파일럿 단편에서의 이름은 펜(Pen)이었으며 제러미의 형 잭 셰이다가 성우를 맡았었다. 핀은 스핀오프 시리즈인 《어드벤처 타임: 머나먼 땅》과 《어드벤처 타임: 피오나와 케이크》에서도 등장한다.
핀의 가장 친한 친구이자 형제는 제이크로, 어린 시절 숲에 버려진 핀은 제이크의 아버지인 조슈아와 마가렛에 의해 입양되었다. 작중 배경인 우 랜드에서 핀은 제이크와 함께 모험을 하면서 자신이 마지막으로 남은 인간이라는 사실과 함께 자신의 출생을 둘러싼 비밀에 대해 깨닫게 된다. 작품 후반부에서는 핀의 부모님인 마틴과 미네르바를 포함한 다른 인간들도 여전히 우 랜드에 생존해 있었다는 사실이 밝혀진다.
핀의 캐릭터 디자인과 함께 소년에서 어른으로 성장해가는 모습에 대한 묘사는 많은 평론가들로부터 호평을 받았다. 《어드벤처 타임》의 전 쇼러너 애덤 무토는 거칠고 무모한 소년의 모습에서 성숙한 어른으로의 변화는 작품에 있어서 자신이 가장 마음에 들었던 부분이었다고 설명하였다.

## 디자인과 성우

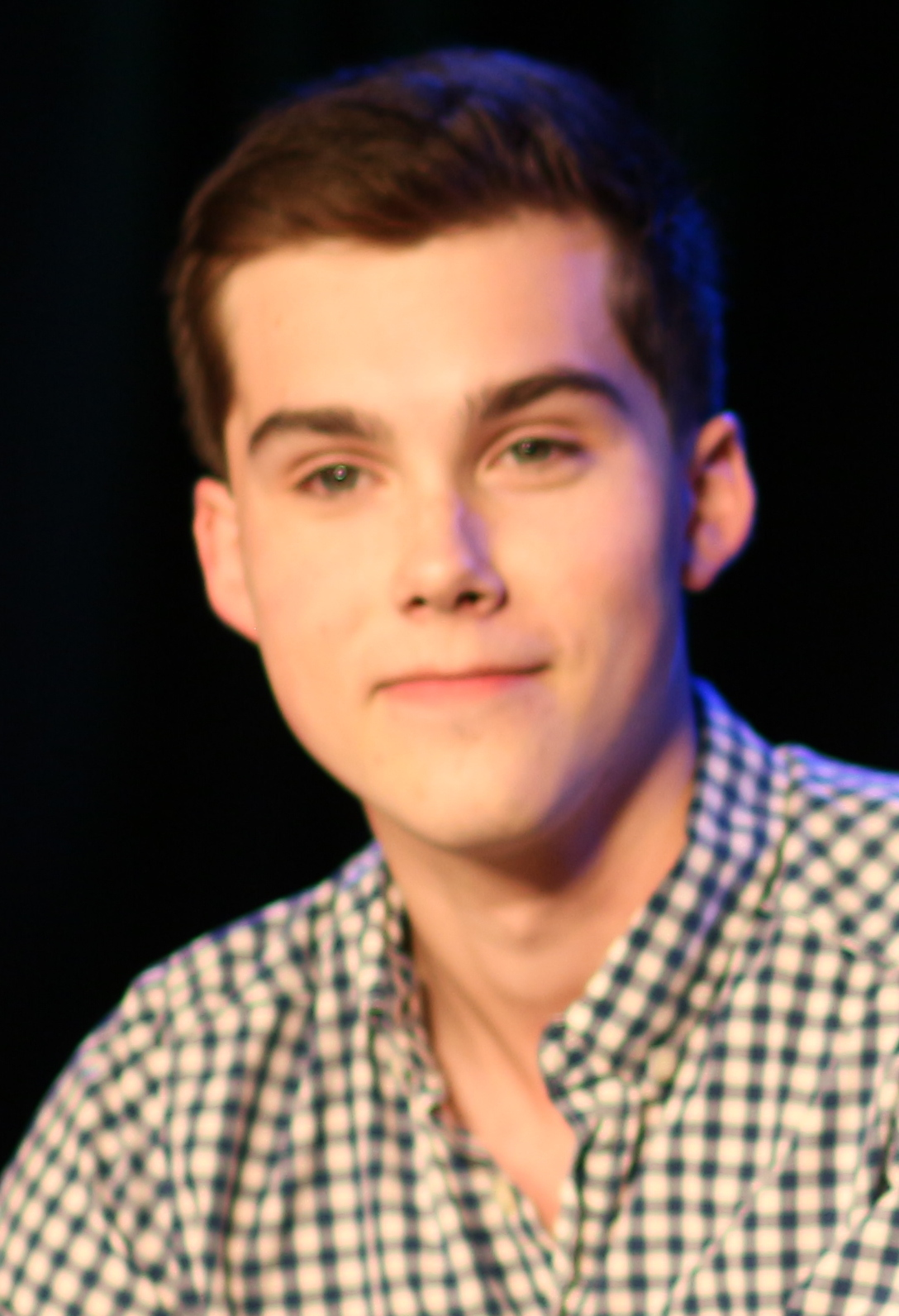
핀의 성우 제러미 셰이다.

시리즈 창시자 펜들턴 워드는 《어드벤처 타임》과 핀을 구상할 때 롤플레잉 게임 《던전 앤 드래곤》에서 많은 영감을 얻었다고 말하였다. 워드는 핀의 동기가 "몬스터를 처치하고 던전을 탐험하고 보물을 찾는" 욕구를 가진 숭고한 정신이라고 설명하였다. 워드는 어린 시절 집에서 주로 시간을 보내었는데, "(실내에서의) 모험 경험"이 핀과 제이크의 모험을 만들어내었다고 언급하였다. 작품의 초기 개발 단계에서 워드는 핀과 제이크를 천막에서 생활하는 유목인들의 모습으로 묘사하려고 하였다. 그러나 이는 카툰 네트워크의 요청에 따라 나무집에서 머무르며 사는 것으로 바뀌게 된다. 핀은 단편 애니메이션 〈어드벤처 타임〉에서 펜이라는 이름으로 첫 등장하였는데, 얼음대왕(존 카시르)으로부터 버블검 공주(힌든 월치)를 구하려는 이야기를 다루고 있다. 해당 단편은 2008년 니켈로디언의 쇼케이스 프로그램인 《랜덤! 카툰스》의 일부로 방영되었으며, 당시 성우는 잭 셰이다가 맡았다.
카툰 네트워크에서 정식 방영을 준비할 시기가 되자 잭은 나이가 너무 많다고 판단하였고, 당시 12살의 나이였던 잭의 동생 제러미가 성우 오디션을 보게 된다. 제러미 셰이다에 따르면 제작진들은 자신이 잭의 동생이었다는 사실을 전혀 알지 못하였고, "제작진들은 그저 원래 성우와 비슷한 목소리를 가진 사람을 찾아 운이 좋았다고 생각했을 것이다."라고 말하였다. 셰이다의 목소리는 변성기를 거치며 크게 바뀌었다. 워드는 성우를 교체하는 대신 핀의 캐릭터성을 셰이다의 목소리에 맞추어가기로 하였고, 이에 따라 자연스럽게 작품의 주제 또한 캐릭터와 함께 성숙해져갔다. 어른 버전의 핀도 작중 종종 등장하였는데, 조너선 프레이크스가 시즌 5 〈Puhoy〉와 〈Dungeon Train〉에서 어른 버전의 서로 다른 핀을 연기하였다.
다른 등장인물과 마찬가지로 핀은 "국수처럼 휘어지는" 팔다리와 함께 단순하면서도 표정 변화가 잘 드러나는 얼굴로 묘사된다. 핀의 치아는 몇 개가 빠져있는데 워드는 이에 대해 치과에 가본 적이 전혀 없기 때문이라고 설명하였다. 핀은 자신의 상징과도 같은 하얀 곰 모자를 항상 쓰고 다니며, 자신만의 전용 복장을 입고 다닌다. 금발 머리카락을 갖고 있으며 모자를 벗으면 매우 긴 장발을 보여줄 때도 있다. 핀의 디자인은 워드가 만든 또 다른 캐릭터인 곰 부에노(Bueno the Bear)와 흡사한데, 두 캐릭터 모두 비트박스를 좋아한다는 점을 공통점으로 갖고 있다.
처음 핀은 전투적인 성격으로 시작하였기에 한동안은 그렇게 이야기를 풀어나가는 것이 재미있었지만, 핀의 나이가 늘어가는데도 계속 그런 식으로 묘사하는 것은 말이 되지 않았다. 결국 핀은 점점 더 부드러워지고 내성적으로 변해갔는데, 그런 모습을 지켜보는 것도 나름대로 만족스러웠다. 
작중 핀은 사춘기를 겪으며 어른이 되어가는 과정과 함께 인생의 어려움에 대해 배워나간다. 작품이 전개되면서 제작진들은 핀의 부모님이나 핀이 우의 유일한 인간인지에 대한 배경 이야기들을 만들어내었다. 핀은 초기 시즌에서 묘사된 그저 순진한 모습에서 벗어나 세상을 조금 다른 관점에서 바라보기 시작한다. 초기 작품은 선과 악의 대립과 같은 단순한 갈등에 대해 묘사하였으나, 이후에는 더욱 복잡한 갈등에 대해 묘사한다. 작곡가 팀 키퍼(Tim Kiefer)는 핀을 통해 작품이 점차 영웅의 여정으로의 탐험으로 바뀌었다고 말하였다.
초기 시즌, 핀은 열정적이고 갈등을 해결하는 방법으로 거친 방법을 사용하는 모습을 보여주었다. 핀의 이러한 성격에 대해 워드는 캐릭터에 깊이를 묘사하기 위해 "약간의 사나움"을 넣기로 결정했다고 하였다. 핀은 시즌 마지막에 접어들수록 거친 모습 대신 차분해진 모습을 보여준다. 쇼러너 애덤 무토는 마지막 에피소드에서 핀이 칼을 갖고 있지 않은 이유에 대해 이러한 점도 영향을 끼쳤다고 설명하였다. 무토는 격렬한 성격에서 내성적인 성격으로 발전한 핀의 모습과 같은 스토리 아크가 자신이 가장 마음에 들어하는 캐릭터 이야기 중 하나였다고 말하였다.

## 등장
핀은 《어드벤처 타임》의 주인공으로 가장 친한 친구이자 의형제인 제이크와 함께 자주 등장한다. 제이크의 아버지인 조슈아와 마가렛이 숲에 버려진 어린 핀을 발견하여 입양하였다. 원래 핀은 작중 시점으로부터 1,000여 년 전에 발생한 "대 버섯 전쟁"(Great Mushroom War) 이후 우 랜드에 마지막으로 남은 유일한 사람으로 묘사되었다. 그러나 핀은 사람들이 모여살고 있는 고립된 제도 중 하나인 허브 섬에서 태어났다는 사실이 나중에 밝혀진다. 핀의 친아버지 마틴(스티븐 루트)은 사기꾼이자 악당으로, 친어머니 미네르바(샤론 호건)는 의사이다. 마틴은 어린 핀과 함께 허브 섬에서 도망을 치게 되었고, 핀을 구하기 위해 뗏목에 핀을 홀로 남겨둔 채 이별하게 된다. 핀은 바다에서 표류하다가 우 랜드에 도착하게 된다.
첫 번째 시즌 〈The Enchiridion!〉에서 핀과 제이크는 영웅을 위한 전설적인 책 엔카이리디언을 갖기 위해 여러 모험을 떠난다. 〈His Hero〉에서 핀은 전설적인 모험가 빌리(루 퍼리그노)를 만나고, 빌리는 핀에게 폭력을 쓰지 않아도 된다고 설득을 하려고 하지만 실패한다. 두 번째 시즌 〈Mortal Folly〉와 〈Mortal Recoil〉에서 핀은 불멸의 존재 리치(론 펄먼)를 찾아 나서게 된다. 네 번째 시즌의 마지막 화 〈The Lich〉에서 리치는 빌리를 죽이고, 빌리의 몸을 갖게 된 리치는 엔카이리이던을 갖기 위해 핀과 제이크를 속이려 한다. 빌리의 죽음은 핀에게 많은 영향을 끼치는데, 이는 다섯 번째 시즌 〈Billy's Bucket List〉에서 묘사된다.
작중에서는 핀의 전생이나 또 다른 모습이 여러 번 묘사되는데, 모두 오른팔이 없다는 공통점을 갖고 있다. 이는 여섯 번째 시즌 에피소드 〈Wake Up〉과 〈Escape from the Citadel〉에서 결국 팔을 잃게 되게 되는 핀의 모습을 암시한다. 〈Escape from the Citadel〉에서 핀은 자신의 아빠 마틴이 "우주적 범죄"를 저질러 성채에 갇혀 있는 죄수라는 사실을 알게 된다. 마틴을 구하러 성채로 떠난 핀과 제이크를 리치가 뒤따르고, 리치는 성채의 모든 죄수들을 풀어낸다. 리치가 성채를 파괴시키고 핀을 버린 채 성채를 떠나려는 마틴을 붙잡으려는 과정에서 핀은 오른팔을 잃게 된다. 이 사건으로 핀은 마틴에 대한 기대를 저버리게 된다.
잘려나간 팔의 끝 부분에는 수호자의 피가 묻어 꽃이 피어나고, 이후에는 새 팔로 자라나게 된다. 핀은 다시 생겨난 자신의 팔을 제어하지 못하게 되는데, 여덟 번째 시즌 〈Preboot〉와 〈Reboot〉에서 핀 검과 풀의 저주가 합쳐져 도플갱어인 퍼른으로 변하게 된다. 공격적이고 무모한 퍼른의 모습은 핀에게 박(foil)으로 작용하고, 이는 핀이 성숙해지는 계기가 된다. 핀은 자신의 과거 기억과 함께 결점 또한 공유하는 퍼른을 바꾸기 위해 계속해서 노력한다. 이어지는 에피소드인 〈Two Swords〉에서 핀은 버블검 공주가 만든 로봇 팔을 사용하게 된다.
여덟 번째 시즌의 미니시리즈 《Islands》에서 핀은 버섯 전쟁 이후 대륙을 떠나 섬으로 거처를 옮긴 나머지 인류를 처음으로 만나게 된다. 그곳에서 핀은 어머니 미네르바를 만나게 되는데, 미네르바는 의사로 자신의 정신을 로봇 네트워크에 업로드한 상태였다. 미네르바는 자신이 핀을 보호할 수 있도록 섬을 떠나지 못하게 하려 하지만, 결국 핀은 미네르바를 설득하여 섬을 떠난다. 핀은 나머지 사람들에게 섬을 떠나 우 랜드로 올 것을 설득하나, 결국 그들은 섬에 머무르기로 결정한다.
마지막 에피소드 〈Come Along With Me〉에서 핀과 제이크는 버블검 공주를 도와 검발드와 함께 싸우게 된다. 폭력은 갈등을 해결하기 위한 올바른 방법이 아니라는 것을 알아차린 핀은 우 랜드를 파괴시키려는 초월적인 존재 골브를 무찌르기 위해 검발드와 손을 잡는다. 핀의 로봇 팔은 핀과 다른 인물들이 골브의 몸 속으로 들어가는 과정에서 파괴되고 만다. 모두의 힘을 합쳐 골브를 처치하는 데는 성공하지만 그 과정에서 퍼른은 죽고 만다. 핀은 퍼른이 남긴 잔해를 폐허가 되버린 나무집에 다시 심어준다. 그 자리에는 새로운 풀 검이 꽂힌 나무가 자라난다.
《어드벤처 타임: 머나먼 땅》의 에피소드 〈Together Again〉은 작품 종영 이후 핀의 사후 이야기를 다루고 있다. 죽음의 세계로 떠난 핀은 먼저 세상을 떠난 제이크와 재회한다. 이후 둘은 함께 현실 세계에서 또 다른 모습으로 다시 태어나기로 결정한다.

### 피오나 캠벨

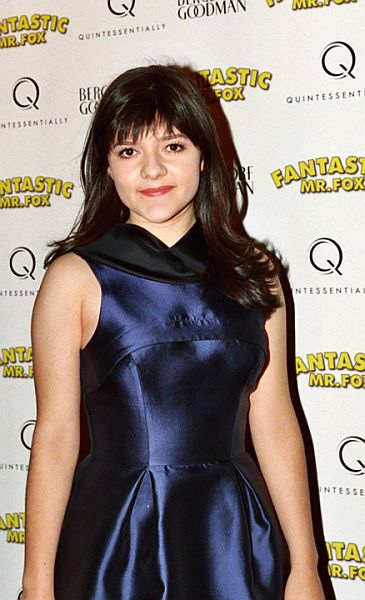
매들린 마틴이 피오나의 성우를 맡았다.

핀의 성 반전 버전인 피오나는 세 번째 시즌 〈Fionna and Cake〉에서 첫 등장한다. 매들린 마틴이 연기하였으며, 작중 얼음 대왕(톰 케니)이 팬 픽션으로 만들어 낸 세계관에 등장하는 가상 인물이다. 피오나와 (제이크의 성 반전 버전인) 케이크의 콘셉트는 스토리보드 작가 나타샤 알레그리의 그림에서 비롯되었다. 톰보이와 같은 캐릭터로 묘사되는 피오나는 핀과 비슷한 성격을 갖고 있으며 연애에 힘들어한다는 공통점도 공유한다. 피오나와 케이크는 팬들로부터 많은 인기를 얻었으며, 이후 다섯 번째 시즌 〈Bad Little Boy〉, 여섯 번째 시즌 〈The Prince Who Wanted Everything〉, 여덟 번째 시즌 〈Five Short Tables〉, 아홉 번째 시즌 〈Fionna and Cake and Fionna〉에서 재등장한다. 작품 종영 이후 공개된 스핀오프 시리즈 《어드벤처 타임: 피오나와 케이크》에서는 주인공으로 등장한다.

## 특징

### 성격
10대 소년인 핀은 모험을 좋아하며, 어린아이 같으면서도 소년다운 열정을 갖고 있다. 작품 초기에는 12살이었으나 종영 때 이르러서는 17살이 되었다. 잘 하는 것에는 비트박스와 칼 싸움이 있다. 시즌 초기에는 "수학적이야!"(Mathematical!), "대수학적이야!"(Algebraic!)와 같은 감탄사를 주로 사용하였다. 첫 번째 시즌 〈Ocean of Fear〉에서 바다 공포증이 있었으나 〈Billy's Bucket List〉에서 이를 극복하는데 성공한다. 다섯 번째 시즌 〈Red Starved〉에서는 색약을 갖고 있다는 사실이 밝혀진다.
열정적이면서도 무모한 성격을 가진 것으로 묘사되었으나, 작품이 진행되면서 점차 성숙해지고 차분하게 행동하는 경향을 보인다. 핀은 영웅이 되어 모험을 하고자 하는 의지에 사로잡혀 있는데, 어린 시절 홀로 숲에 버려진 경험이 있었기에 "도움이 필요하다면 사소한 문제일지라도 누구든지 도와줄 것이라는 맹세"를 하게 된다. 초기 핀과 제이크의 모험은 주로 우 랜드를 돌아다니며 여러 괴물들을 무찌르는 것이 대부분이었다. 던전을 탐험하고 악당과 싸우며 여러 공주를 구하는 등 이러한 모습은 원형적인 동키호테와 같은 인물에서 따온 것이다.

### 인물 관계
핀은 친구이자 형제인 제이크와 가장 친하다. 제이크는 몸의 형태를 마음대로 늘릴 수 있는 강아지로 둘은 나무집에서 함께 지낸다. 둘의 관계는 가끔씩 갈등을 빚을 때도 있는데, 제이크는 종종 핀의 어리숙한 행동에 힘들어하기도 하고 여러 공주와의 연애를 돕느라 어려움을 겪기도 한다. 핀의 주요 관심사는 모험과 싸움이지만 제이크는 좀 더 다양한 것에 관심을 두고 있다. 무지개콘과의 관계를 청산하고 다섯 명의 자녀를 두게 된 제이크는 아빠로서의 삶에 좀 더 집중하게 된다. 이로 인해 둘의 관계가 조금 멀어지기도 하였으나, 핀은 삼촌이 된 자신의 모습을 즐긴다.
핀은 비모와도 나무집에서 함께 지내며 친구로 지내고 있다. 뱀파이어 여왕 마르셀린(올리비아 올슨)은 원래 악당으로 처음 등장하였으나 핀과 친한 친구가 된다.
버블검 공주를 짝사랑하는 핀은 버블검의 호감을 사기 위해 여러 노력을 하게 되나 실패한다. 작중에서 핀과 제이크는 얼음대왕에게 납치당한 버블검을 자주 구출한다. 핀은 전생에서 쇼코라는 이름의 여자였다. 부모에게 버림 받은 쇼코는 버블검 공주에게 호의를 받음에도 불구하고 버블검을 배신하게 되는데, 이것이 오늘날 핀과 버블검 사이의 관계에 큰 영향을 끼친다. 이후 핀과 버블검은 서로에게 의지하는 플라토닉적인 관계가 된다.
세 번째 시즌 〈Incendium〉에서 버블검 공주와 사귈 수 없다는 사실을 깨달은 핀은 불꽃 공주(제시카 디치코)와 사귀게 된다. 불꽃 공주의 '불꽃 같은' 성격과 외형에 어려움을 겪지만 둘은 이를 극복하기 위해 서로 노력한다. 하지만 나중에 이르러 결국 불꽃 공주와 헤어지게 된다. 버블검 공주와 불꽃 공주와의 경험은 핀이 성숙해지는 계기가 된다.
핀은 자신의 친아버지 마틴 머튼스와 복잡한 관계를 갖고 있다. 여섯 번째 시즌에서 마틴은 핀에게 자신은 어린 핀과 어쩔 수 없이 헤어질 수 밖에 없었으며, 항상 핀에게 다시 찾아갈 생각이었다고 말한다. 애덤 무토는 조슈아가 핀의 양아버지로 등장하기 때문에, 핀과 마틴을 서로 똑같이 묘사하지 않기로 하였다고 밝혔다. 무토는 "영웅적인 핀과 대비하여 마틴을 정직하지 않은 사기꾼으로 그리는 아이디어를 받아들이기로 했다."라고 말하였다.
여섯 번째 시즌 〈Breezy〉에서는 팔을 잃은 이후의 상실감과 더불어 자신의 아버지에게 실망하고 불꽃 공주와의 실연을 겪는 핀의 모습이 그려진다. 핀은 여러 공주들과 데이트를 하며 기분을 풀어보려 하지만 허전한 마음을 채우는 데는 실패한다. 해당 에피소드에서 핀은 팔 끝에 자라난 꽃에 반한 꿀벌 허니비와 깊은 관계를 잠시 사귀게 된다.
핀과 핀의 친어머니 미네르바는 모두 남들을 돕기 좋아하는 이타적인 인물로 묘사된다. 그러나 인류의 멸망 직전 좌절적인 모습을 경험한 미네르바는 과잉 보호를 하는 등 두려움에 사로잡힌 모습을 보인다. 《Islands》에서 둘은 서로 재회하는데, 미네르바는 이타적인 핀의 모습에 안심하면서도 섬 밖에서 핀이 들려주는 이야기를 듣고는 크게 걱정을 한다. 이후 미네르바는 핀을 보호하려는 목적에 섬 밖을 빠져나가지 못하도록 노력한다. 핀은 미네르바를 설득하여 우 랜드로 돌아오나, 어머니와의 이별로 핀은 깊은 슬픔에 빠지게 된다.

## 평가
《코믹 북 리소시스》의 브랜든 재커리(Brandon Zachary)는 "《어드벤처 타임》은 선하면서도 겸손한 소년이 훌륭한 어른이 되어가는 이야기를 주제로 하는 가장 장대한 판타지 시리즈 중 하나이다."라고 말하였다. 《복스》(Vox)의 에밀리 세인트제임스(Emily St. James)는 "당대 최고의 성장 이야기"라고 말하며 "소년의 모습에서 좋은 친구이자 좋은 사람이 되기 위해 천천히 배워가고 있는 어른의 모습"으로 핀의 성장하고 있다고 표현하였다.
마지막 남은 인간으로서의 핀의 존재와 함께 나머지 인류들과 재회하는 이야기는 평론가들로부터 많은 호평을 받았다. 《페이스트》의 재크 블루먼펠드(Zach Blumenfeld)는 핀의 영웅적이고 한 자리에 안주하지 않는 모습과 《Islands》에서 묘사된 기술에 의존하며 열정을 잃은 채 살아가는 인류의 모습을 서로 비교하였다. 또한 핀을 프리드리히 니체의 위버멘쉬의 예시에 부합한다고 설명하였다.

핀은 (좋은 일이든 나쁜 일이든 있는) 그대로의 삶을 긍정하고, 끊임없이 가치 체계를 만들어내며, 사회나 과거에 전혀 얽매이지 않는다 [...] 핀은 인류의 역사와 관습의 무게에 짓눌리지 않고 성장하며 사춘기 감정의 홍수 속에서 자신만의 길을 걸어왔고, 자유의지로 위험한 땅에서 영웅이 되었다. 한때 우상인 빌리를 본따 만든 핀의 도덕적 가치는 이제 온전히 자신이 만든 것이다.
2019년 《더 데일리 비스트》의 리치 골드스타인(Rich Goldstein)은 코스플레이어 사이에서의 핀의 인기가 증가했다고 언급하며 "지난 몇 년간 미국 전역의 핼러윈 밤이나 여러 만화 컨벤션에서 어른 아이 할 것 없이 핀과 제이크의 복장을 입은 사람들이 점점 더 많아지고 있다."라고 말하였다. 존 디마지오는 "컨벤션에서 모두가 핀과 제이크의 코스튬을 입고 있는 모습을 바라보면 이들이 얼마나 캐릭터들을 사랑하는지 알 수 있다."라고 언급하였다.

## 추가 읽기
- McDonnell, Chris (2014). 《Adventure Time: The Art of Ooo》 (영어). Harry N. Abrams. ISBN 9781419704505.
- Olson, Martin (2013). 《The Adventure Time Encyclopaedia (Encyclopedia): Inhabitants, Lore, Spells, and Ancient Crypt Warnings of the Land of Ooo Circa 19.56 B.G.E. - 501 A.G.E.》 (영어). Harry N. Abrams. ISBN 978-0-8126-9858-9.